# Milan Srškić

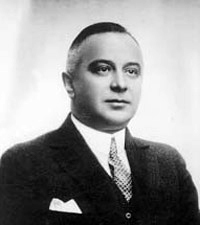
Milan Srškić

Milan Srškić (serbisch-kyrillisch Милан Сршкић;* 3. März 1880 in Belgrad; † 12. April 1937 ebenda) war ein serbisch-bosnischer Politiker der Jugoslawische Radikale Bauernpartei und später der Jugoslawischen Nationalpartei, der unter anderem zwischen 1932 und 1934 Ministerpräsident des Königreichs Jugoslawien war.

## Leben

### Rechtsanwalt, Landtagsmitglied, Jugoslawisches Komitee und Minister

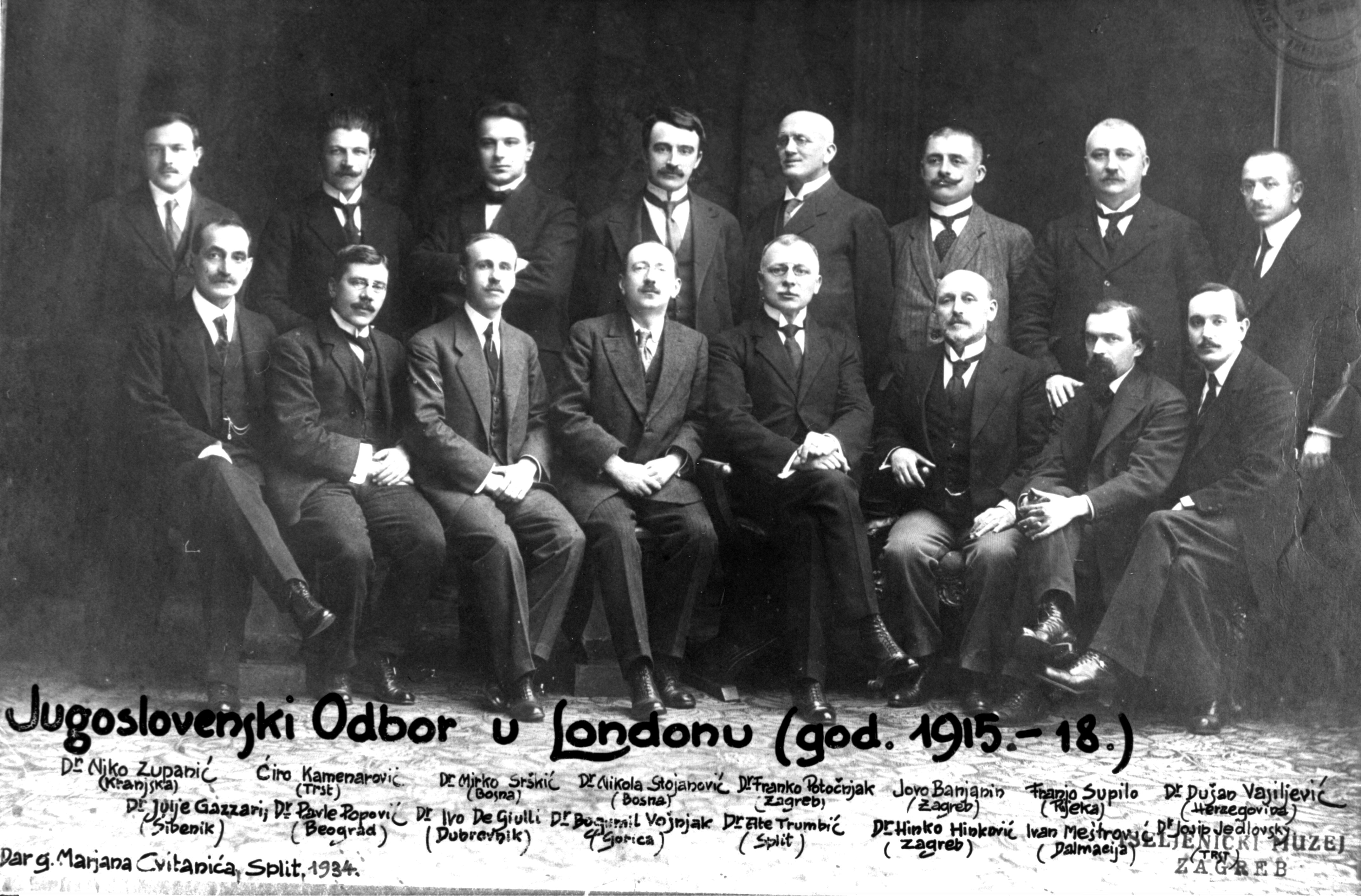
Die Mitglieder des Jugoslawischen Komitees (1916)

Milan Srškić absolvierte ein Studium an der Juristischen Fakultät der Universität Wien und schloss dort auch seine Promotion zum Doktor der Rechte ab. Er war im Anschluss als Rechtsanwalt tätig und arbeitete als Journalist der „Srpska riječa“ („Serbisches Wort“) arbeitete er mit der Wiener Zeitung „Die Zeit“ zusammen, in der er die Interessen der Serben in Bosnien und Herzegowina vertrat. Er wurde 1910 zum Mitglied des Landtages von Bosnien und Herzegowina gewählt und vertrat in diesem bis 1915 den Landbezirk und den Bezirk Visoko und Fojnica. Während des Ersten Weltkrieges gehörte er zu den Mitgliedern des Jugoslawischen Komitees (Jugoslavenski odbor), eine nach Ausbruch des Ersten Weltkriegs im Exil gegründete Vereinigung von südslawischen Politikern aus der Habsburger-Monarchie, welche die Ideologie des Jugoslawismus vertrat.
Nach dem Ersten Weltkrieg wurde Srškić zum Mitglied der Nationalversammlung gewählt und am 27. März 1924 als Innenminister in das sechste Kabinett von Ministerpräsident Nikola Pašić berufen. Das Amt des Innenministers bekleidete er zwischen dem 21. Mai und dem 28. Juli 1924 auch im siebten Kabinett Pašić und übernahm im achten Kabinett Pašić vom 6. November 1924 bis zum 29. April 1925 das Amt als Minister für Rechtsvereinheitlichung. Am 8. April 1926 übernahm er im ersten Kabinett von Ministerpräsident Nikola Uzunović ebenfalls den Posten als Minister für Rechtsvereinheitlichung und hatte dieses Amt bis zum 30. Januar 1927. Im darauf folgenden zweiten Kabinett Uzunović bekleidete er vom 1. Februar bis zum 17. April 1927 den Posten des Justizministers.

### Königsdiktatur, Befürworter Großserbiens und Gegner einer Zusammenarbeit mit Muslimen, Ministerpräsident

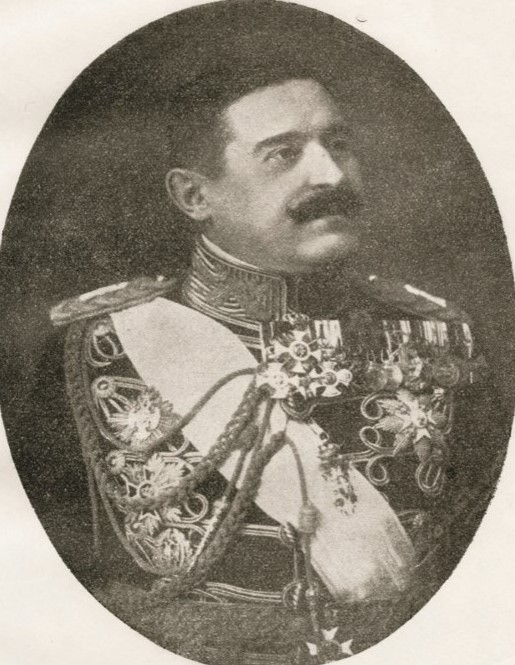
Während der Amtszeit von Ministerpräsident Petar Živković spielte Srškić eine sehr wichtige Rolle in dessen Regierung.

Während der 1929 begonnenen sechsjährigen Königsdiktatur wurde Milan Srškić Mitglied der Jugoslawischen Radikalen Bauerndemokratie JRSD (Jugoslavenska radikalna seljačka demokratija), aus der 1932 die Jugoslawische Nationalpartei JNS (Jugoslavenska nacionalna stranka) hervorging, und war innerhalb der Partei Führer der bosnischen Radikalen. Im Kabinett von Ministerpräsident Petar Živković fungierte er zwischen dem 7. Januar 1929 und dem 1. Januar 1931 zunächst Justizminister und als Nachfolger von Tugomir Alaupović vom 1. Januar 1930 bis zum 1. Januar 1931 zugleich Religionsminister. Er bekleidete diese Posten bis zum 1. Januar 1931, woraufhin Dimitrije Ljotić Minister für Justiz und Religion wurde. Er selbst wiederum war im Anschluss zwischen dem 1. Januar 1931 und dem 5. Januar 1932 Minister im Amt des Ministerpräsidenten, ehe er als Nachfolger von Petar Živković vom 5. Januar bis zum 4. April 1932 Innenminister war. Er war ein erklärter Verfechter Großserbiens und übernahm zum Zeitpunkt der Errichtung der Diktatur durch seine Ministerämter im Kabinett Živković eine sehr wichtige Rolle. Sein vorrangiges Ziel war die Annexion großer Teile Bosniens und Herzegowinas an Serbien und die Abschaffung der religiösen Autonomie der Bosniaken.
Der Hauptgrund dafür, dass Muslime in der Regierung vom 6. Januar 1929 nicht vertreten waren, dürfte darin liegen, dass Srškić eine der wichtigsten Rollen darin spielte. Als Radikaler war er ein entschiedener Gegner der Jugoslawischen Muslimischen Organisation JMO (Jugoslavenska Muslimanska Organizacija) unter Mehmed Spaho und vertrat die Ansicht, dass das muslimische Element über die serbischen Bürgerparteien an der Politik teilnehmen sollte. Ihm wird auch ein früherer Versuch zugeschrieben, durch den Großmufti von Bosnien und Herzegowina Hafiz Ibrahim Maglajlić einen muslimischen Zweig der radikalen Partei zu gründen. Was ihm damals nicht gelang, gelang ihm unter der Diktatur des 6. Januar, in deren Verlauf sich ein Teil der jungen muslimischen Intelligenz der „jugoslawischen“ Strömung des 6. Januar und später der Jugoslawischen Nationalpartei anschloss. Obwohl König Alexander I. alle politischen Parteien verbot und intensiv an ihrer Zerschlagung arbeitete, blieb die JMO diszipliniert und standhaft. Der König und seine Regierung waren beunruhigt über die Politik der JMO und ihres Führers Spaha, die sich der großserbischen Tendenz widersetzten, bosnische Muslime zu Serben mohammedanischer Rasse zu erklären. Deshalb war eines der Hauptziele von Minister Srškić, die Kompaktheit der Reihen der JMO aufzubrechen, was ihm teilweise gelang.
Im Kabinett von Ministerpräsident Vojislav Marinković bekleidete er zwischen dem 4. April und dem 3. Juli 1932 erneut das Amt des Innenministers und wurde im Anschluss am 3. Juli 1932 als dessen Nachfolger selbst Ministerpräsident des Königreichs Jugoslawien und bekleidete dieses Amt bis zum 27. Januar 1934, woraufhin Nikola Uzunović zum zweiten Mal Ministerpräsident wurde. In seinem ersten Kabinett fungierte er vom 3. Juli bis zu seiner Ablösung durch Živojin Lazić am 11. Juli 1932 kurzzeitig selbst als Innenminister.

## Hintergrundliteratur
- Wolfgang Kessler: Jugoslawien (1917–1941/44) (S. 1164 ff.), in: Der Große Ploetz. Die Enzyklopädie der Weltgeschichte, Verlag Vandenhoeck & Ruprecht, 35. Auflage, 2008, ISBN 978-3-525-32008-2